# Queen's Park Oval

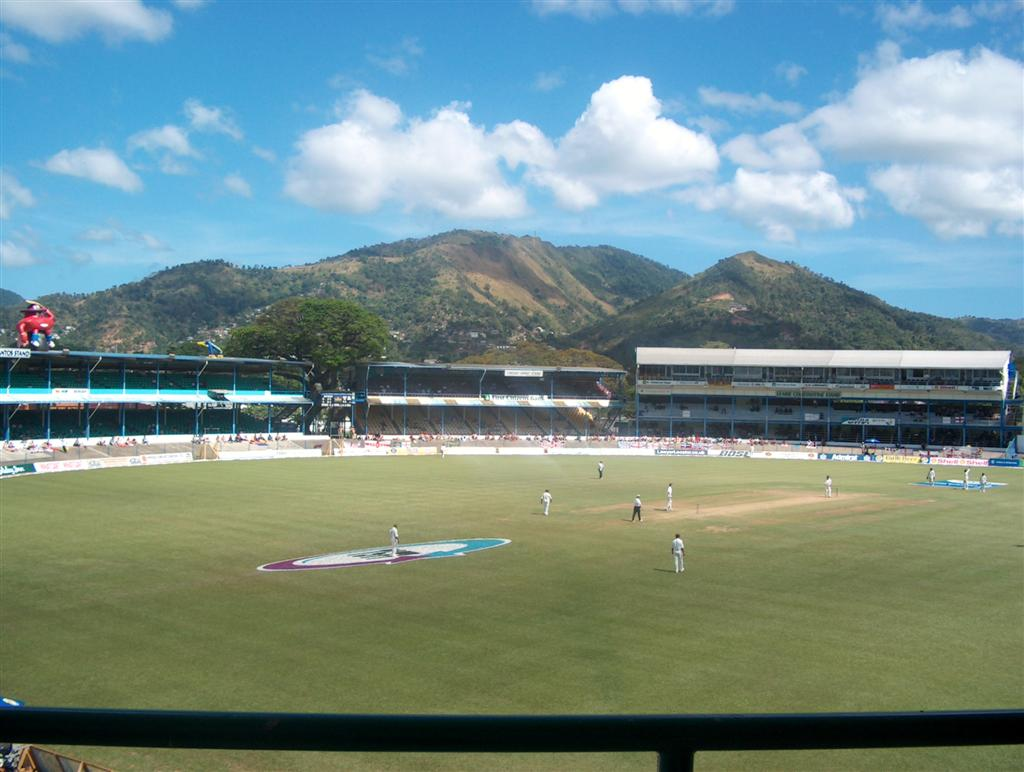
Estadio Queen's Park Oval

El Queen's Park Oval es el segundo estadio más grande de Trinidad y Tobago (luego del Estadio Hasely Crawford), y está ubicado en su capital, Puerto España. 
Es considerado el campo de cricket más grande de las Antillas y es la sede de la mayor cantidad de juegos de ese deporte en el área. Fue también el anfitrión de la Copa Mundial de Cricket de 2007.  La selección nacional de cricket utiliza habitualmente este reducto para sus juegos. 
Originalmente, fue llamado Queen's Park Cricket Club y tiene una capacidad máxima de 25,000 personas. 
A pesar de su concepción original, ha sido sede de varios encuentros domésticos e internacionales de fútbol, incluyendo juegos eliminatorios de su selección nacional.
En febrero de 2010, la cantante estadounidense Beyonce Knowles se presentó en este escenario en un show con entradas totalmente vendidas. A pesar de la demanda fenomenal de tiquetes, el espectáculo se cambió finalmente al Queen's Park Savannah,  ya que ofrecía mejores condiciones para grandes aglomeraciones por su amplio espacio abierto.
Dentro de las facilidades que ofrece el estadio de cricket, se incluye un gimnasio, salones bajo techo o al aire libre para práctica de cricket, dos salas de squash y dos salas de tenis bajo techo.
El campo es considerado uno de los espacios más pintorescos del mundo del cricket, presentando una vista muy cercana de las colinas Northern Range.